# Ерко, Владислав Эдвардович
Владислав Эдуардович Ерко (укр. Владислав Едвардович Єрко; род. в 1962 г. в Киеве) — украинский и советский художник-иллюстратор, член Союза художников Украины с 1989 г., обладатель 2-й премии Московского Международного конкурса плаката (1987 г.), победитель и участник ряда художественных и книжных выставок, обладатель титула «Человек книги» как лучший художник 2002 года по версии российского издания «Книжный обзор». Известен своим сотрудничеством с издательствами «А-ба-ба-га-ла-ма-га» и «София».
Иллюстрированная Ерко «Снежная королева» Ханса Кристиана Андерсена, выпущенная украинским издательством «А-ба-ба-га-ла-ма-га», завоевала Гран-при на всеукраинском конкурсе «Книжка року-2000» (рус. «Книга года-2000») как лучшая книга, получила титул «Лучшая детская книга-2006» в США, а также медаль Фонда Андерсена. Пауло Коэльо дал «Снежной королеве» Ерко такую характеристику: «Это самая удивительная детская книга, которую я видел в своей жизни». «Снежная королева» выдержала ряд переизданий во многих странах мира, став в 2005 г. лидером продаж английского издательства «Templar». Оригинал иллюстрации для книги «Снежная королева» оценили в 28 тысяч долларов.
В 2004 году книга «Сказки Туманного Альбиона» в оформлении Ерко одержала победу во всеукраинском конкурсе «Книжка року-2003».
В 2008 году иллюстрированное Ерко издание нового украинского перевода трагедии Шекспира «Гамлет», выполненного Ю. Андруховичем, было удостоено Гран-при Львовского Форума издателей.

## Биография
Владислав Ерко родился в Киеве 1 июля 1962 году. Увлёкся рисованием и лепкой ещё в раннем детстве — так, первой его детской книгой было издание о художниках (по словам самого Ерко, «что-то о тлетворном влиянии буржуазного искусства»). Возникновению у ребёнка серьёзного интереса к рисованию способствовала и мать будущего художника, рассказывая ему о Рубенсе и Эль Греко.
В результате сложной семейной ситуации (мальчик воспитывался без отца), мать была вынуждена отдать семилетнего Владислава в интернат, где из-за невозможности посещать кружки Ерко не получил никакого начального художественного образования.
Несмотря на это, в 1979 году Владислав поступил на оформительский факультет торгового училища, где «три года учился строить пирамиды из консервных банок и писать ценники». С 1984 по 1990 год обучался на кафедре «Искусство книги» в Киевском филиале Львовского полиграфического института имени Ивана Фёдорова, однако отказался от защиты диплома из-за конфликта с преподавателями.
В 1989 году вступил в Союз художников Украины.

## Творчество

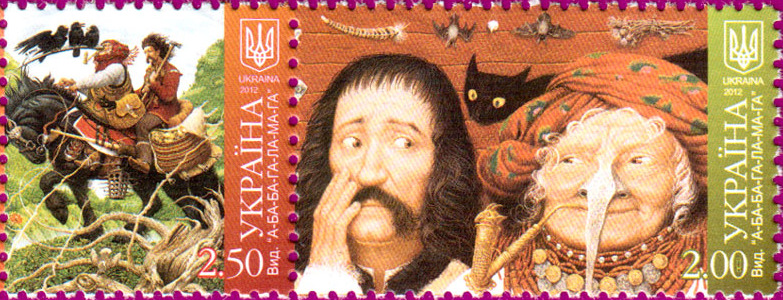
Марка Украины «Железноносая босорканя». 2012 год

Первой профессиональной работой Ерко было оформление книги о пионерах для издательства «Политиздат» в 1986 г. Из-за невостребованности в киевских книжных издательствах художник начал заниматься киноплакатом, рисуя плакаты для разнообразных кинофильмов, как советских, так и иностранных. Однако в 1990 г. плакатное издательство было закрыто за «формализм и удаленность от народа».
В 1987 году, в первый раз приняв участие в Московском Международном конкурсе плаката, Ерко сразу получает Вторую премию.
В начале 1990-х годов Ерко работает в издательстве «Молодь». По его словам, «там мне было разрешено рисовать всё, что угодно. То есть книги там издавались о колхозниках и рабочих — такое вот бесконечное совковое моралите, но иллюстрации к ним были достаточно произвольными… Там было много слабеньких моих работ, но я на них учился».
В середине 1990-х годах Владислав Ерко переходит на работу в издательство «София» и поначалу рисует преимущественно обложки, через год устраивается в издательство «Ника-центр», где работает также и над чёрно-белыми иллюстрациями для европейских романов. В это время он иллюстрирует Карлоса Кастанеду, Ричарда Баха, Пауло Коэльо. Последний назвал Ерко «лучшим в мире иллюстратором моих произведений».
С начала 2000-х годах Владислав Ерко начинает работать в детском издательстве «А-ба-ба-га-ла-ма-га».
Среди работ Ерко наибольшим признанием и известностью пользуются иллюстрации к украинскому изданию серии книг Джоан Роулинг о Гарри Поттере, к серии романов Карлоса Кастанеды и Пауло Коэльо (иллюстрации Ерко к книгам Коэльо издательство «София» даже выпустило отдельным альбомом, объясняя это тем, что «при многократном увеличении в иллюстрациях Ерко проступают всё новые и новые детали»).
Путь художника к успеху был непростым:

Что рисовать, а от чего отказаться, стал выбирать не так давно, лет 5 назад. Да и то в детской литературе. С тех пор, как стали известны мои иллюстрации к «Сказкам туманного Альбиона» и «Снежной королеве», с которыми я сначала изрядно протаскался по разным издательствам в Киеве несколько лет. Они никому не были нужны. Их смотрели умные, начитанные, серьезные издатели и говорили: «Это все хорошо, но поймут ли. Посмотри Диснеевские книжки и будь попроще».
Однако художник не внял этому совету и проявил настойчивость. В дальнейшем именно «никому не нужные», созданные без какого-либо определённого заказа иллюстрации ждал триумфальный успех. Так, например, «Снежная королева» Андерсена с иллюстрациями Ерко дважды издавалась на английском языке и в 2005 г. вошла в тройку самых успешных рождественских продаж в Англии.

## Награды
- 2-я премия Московского Международного конкурса плаката
- «Книжка року — 2000»
- «Человек книги — 2002»
- «Книжка року — 2003»
- «Лучшая детская книга — 2006» (США)
- Медаль Фонда Андерсена
- Гран-при Львовского Форума издателей — 2007